# LNFA Junior 2013
La LNFA Junior 2013 fue la VIII edición de la Liga Nacional de Fútbol Americano Junior (LNFA Jr), y se disputó en 2013.
Participaron siete equipos en un grupo único. 
Los cuatro mejores clasificados al término de la temporada regular se clasificaron para disputar los playoffs por el título de liga.
El campeón fue Rivas Osos, que consiguió su primer título al ganar a Sueca Ricers en la final disputada el 25 de mayo de 2013 a las 16 horas en el estadio del Cerro del Telégrafo ("Estadio Ciudad de Rivas") de la localidad madrileña de Rivas-Vaciamadrid.

## Clasificación
Al término de la temporada regular, la clasificación final fue la siguiente: 
| Equipo                 | Ganados | Perdidos | Puntos a favor | Puntos en contra | Diferencia |
| ---------------------- | ------- | -------- | -------------- | ---------------- | ---------- |
| Rivas Osos             | 6       | 0        | 300            | 14               | 286        |
| Murcia Cobras          | 5       | 1        | 133            | 82               | 51         |
| Sueca Ricers           | 4       | 2        | 133            | 100              | 33         |
| Las Rozas Black Demons | 3       | 3        | 93             | 84               | 9          |
| Valencia Firebats      | 1       | 5        | 78             | 158              | -80        |
| Valencia Giants        | 1       | 5        | 57             | 186              | -129       |
| Majadahonda Wildcats   | 1       | 5        | 28             | 198              | -170       |

| Leyenda                                  |
| ---------------------------------------- |
| Clasificados para Playoffs por el título |

## Playoffs
|  | Semifinales | Semifinales            | Semifinales  |              |            | Final      | Final | Final |  |
|  |             |                        |              |              |            |            |       |       |  |
|  |             |                        |              |              |            |            |       |       |  |
|  | #1          | Rivas Osos             | 29           |              |            |            |       |       |  |
|  | #1          | Rivas Osos             | 29           |              |            |            |       |       |  |
|  | #4          | Las Rozas Black Demons | 12           |              |            |            |       |       |  |
|  | #4          | Las Rozas Black Demons | 12           |              | Rivas Osos | Rivas Osos | 56    |       |  |
|  |             |                        |              |              | Rivas Osos | Rivas Osos | 56    |       |  |
|  |             |                        | Sueca Ricers | Sueca Ricers | 0          |            |       |       |  |
|  | #2          | Murcia Cobras          | Sueca Ricers | Sueca Ricers | 0          | 21         |       |       |  |
|  | #2          | Murcia Cobras          |              |              |            | 21         |       |       |  |
|  | #3          | Sueca Ricers           | 36           |              |            |            |       |       |  |
|  | #3          | Sueca Ricers           | 36           |              |            |            |       |       |  |
|  |             |                        |              |              |            |            |       |       |  |